# Avenida Almafuerte (Buenos Aires)
La avenida Almafuerte es una arteria vial de la ciudad de Buenos Aires. Se ubica en el barrio de Nueva Pompeya, iniciando en la Avenida Caseros y finalizando en la Avenida Sáenz.

## Recorrido
Comienza en la Avenida Caseros como la continuación de la Avenida Sánchez de Loria y sirve de límite entre Nueva Pompeya y Parque Patricios hasta su cruce con la calle Cachi. En su periodo como límite de barrio pasa por el Parque de los Patricios, el Hospital Churruca, la estación Hospitales de la línea H del subte, el Parque José Evaristo Uriburu y el Hospital Penna. Ya en Nueva Pompeya recorre 4 cuadras hasta llegar a su cruce con la avenidas Sáenz y La Plata, a 100 metros de la Avenida Perito Moreno.

## Características
La Avenida Almafuerte es muy particular en el sentido de que no es paralela a casi ninguna otra calle de la zona. Es de sentido descendente en todo su recorrido. En el 2013 se habilito el Metrobús Sur.